# Hành tinh băng
Một hành tinh băng là một loại ngoại hành tinh trên lý thuyết với bề mặt băng giá gồm các chất bay hơi như nước, amonia và metan. Các hành tinh băng bao gồm một băng quyển bao phủ. Chúng là phiên bản lớn hơn của thế giới băng giá nhỏ của Hệ Mặt trời, bao gồm các mặt trăng Europa, Enceladus và Triton, các hành tinh lùn Pluto và Eris và nhiều vật thể khác của Hệ Mặt trời nhỏ như sao chổi.

## Đặc điểm và môi trường sống
Các hành tinh băng thường xuất hiện gần như có màu trắng với các suất phân chiếu hình học hơn 0,9. Bề mặt của một hành tinh băng có thể bao gồm nước, metan, amonia, carbon dioxide (được gọi là " băng khô "), carbon monoxit và các chất bay hơi khác, tùy thuộc vào nhiệt độ bề mặt của nó. Các hành tinh băng sẽ có nhiệt độ bề mặt dưới 260 K (−13 °C) nếu được cấu tạo chủ yếu từ nước, dưới 180 K (−93 °C) nếu chủ yếu gồm CO 2 và amonia và dưới 80 K (−193 °C) gồm chủ yếu là metan.
Nhìn bề ngoài, các hành tinh băng rất thù địch với các dạng sống như những người sống trên Trái Đất vì chúng cực kỳ lạnh. Nhiều thế giới băng có khả năng có các đại dương chìm, được sưởi ấm bởi sức nóng bên trong hoặc lực thủy triều từ một thiên thể khác gần đó. Nước dưới bề mặt chất lỏng sẽ cung cấp các điều kiện có thể ở được cho cuộc sống, bao gồm cá, sinh vật phù du và vi sinh vật. Các hệ thực vật dưới bề mặt như chúng ta biết chúng không thể tồn tại vì không có ánh sáng mặt trời để sử dụng cho quang hợp. Các vi sinh vật có thể tạo ra các chất dinh dưỡng bằng cách sử dụng các hóa chất cụ thể (tổng hợp hóa học) có thể cung cấp thức ăn và năng lượng cho các sinh vật khác. Một số hành tinh, nếu điều kiện phù hợp, có thể có bầu khí quyển và chất lỏng bề mặt đáng kể như Titan mặt trăng của Sao Thổ, có thể ở được với các dạng sống kỳ lạ.

## Sao Diêm Vương và các sao ứng viên

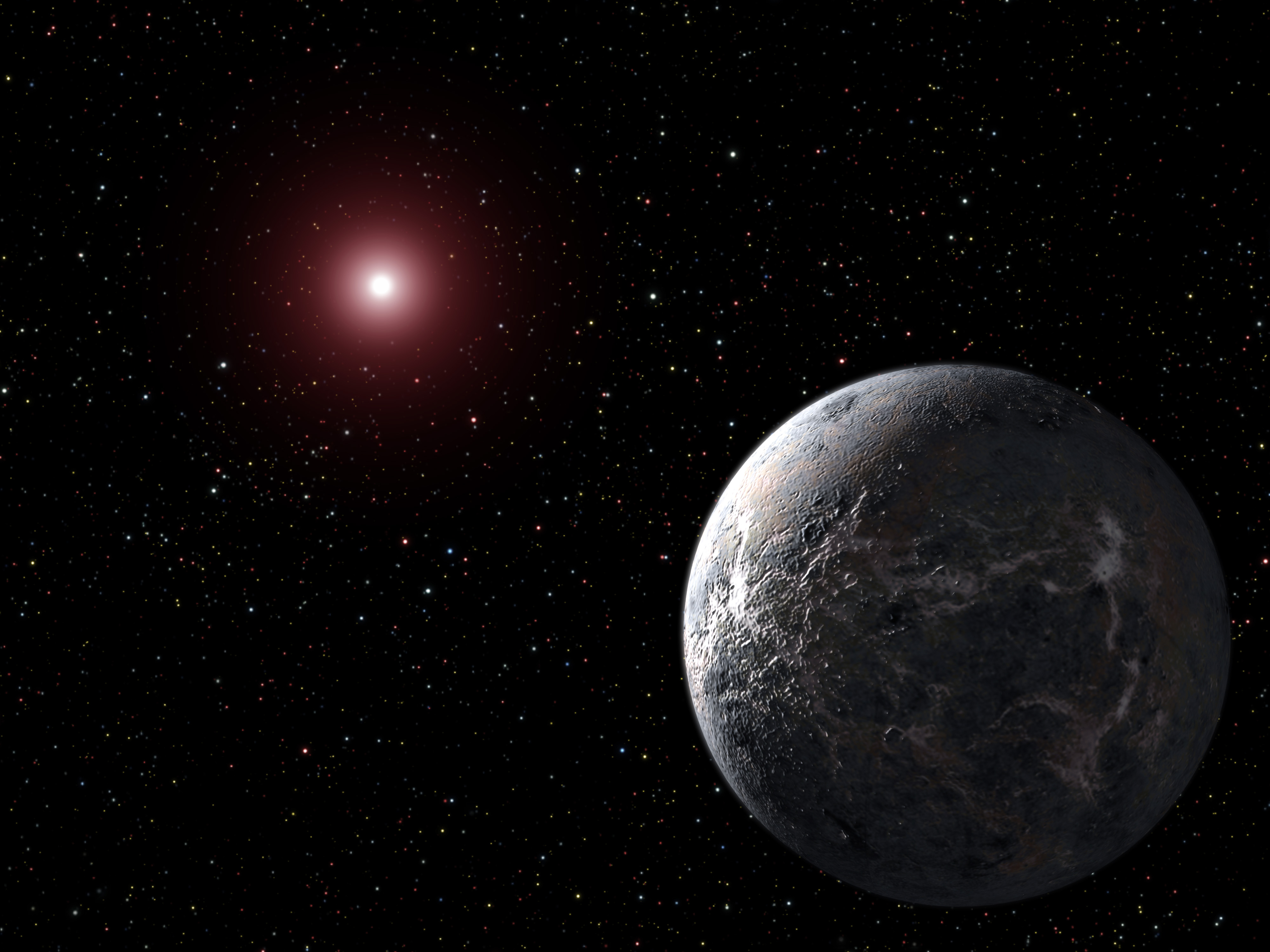
OGLE-2005-BLG-390Lb có khả năng là một hành tinh băng

Mặc dù có nhiều vật thể băng giá trong Hệ Mặt trời, nhưng không có hành tinh băng nào được biết đến (mặc dù Sao Diêm Vương được coi là một hành tinh băng cho đến khi phân loại lại vào năm 2006). Nếu một hành tinh thứ 9 được đề xuất vào năm 2016 được tìm thấy, nó sẽ là một hành tinh băng có khối lượng gấp nhiều lần Trái Đất với nhiệt độ bề mặt có khả năng dưới 70K. Có một số ứng cử viên hành tinh băng ngoài trời, bao gồm OGLE-2005-BLG-390Lb, OGLE-2013-BLG-0341L b và MOA-2007-BLG-192Lb.